# Ryszard Michalski (pilot)
Ryszard Michalski (ur. 19 maja 1956 w Łodzi) – polski pilot samolotowy, dwukrotny indywidualny mistrz świata w lataniu rajdowym i wielokrotny w lataniu precyzyjnym i rajdowym drużynowo, wielokrotny mistrz Europy, dwukrotny wicemistrz Polski, prezes i szef wyszkolenia Aeroklubu Łódzkiego.
Razem z Włodzimierzem Skalikiem dwukrotnie zdobył tytuł mistrza świata w rajdowych mistrzostwach świata w 1988 i 1995 roku, wielokrotny drużynowy mistrz świata i Europy. Dwukrotny I wicemistrz Polski (1985, 1995). W 2010 r. Międzynarodowa Federacja Lotnicza wyróżniła Ryszarda Michalskiego honorowym dyplomem im. Paula Tissandiera za zaangażowanie i wkład rozwój lotnictwa sportowego.